# Calomicrus minutissimus
Calomicrus minutissimus – gatunek chrząszcza z rodziny stonkowatych i podrodziny Galerucinae.
Gatunek ten opisany został w 2009 roku przez Igora K. Łopatina.
Chrząszcz o wydłużonym, nieco ku tyłowi rozszerzonym ciele długości 2,7 mm. Głowa, przedplecze i spód ciała czarne z zielonkawozłotym połyskiem. Warga górna rudobrązowa, o prostej przedniej krawędzi. Czułki jasnożółte, u szczytu przyciemnione. 2,6 razy szersze niż długie przedplecze ma szeroko zaokrąglone i silnie spłaszczone boki. Punktowanie na przedpleczu małe, o średnicach punktów mniejszych niż odległości między nimi. 4,4 raza dłuższe od przedplecza pokrywy są ubarwione ciemnozielono z metalicznym połyskiem, a ich punktowanie jest większe i gęstsze niż na przedpleczu, ułożone w blisko ustawione rządki. W widoku bocznym edeagus prosty, w brzusznym cylindryczny z głęboką, ostro zaznaczoną bruzdą.
Owad znany tylko z Junnanu w Chinach.